# Grafenwörth
Grafenwörth – gmina targowa w Austrii, w kraju związkowym Dolna Austria, w powiecie Tulln. Według danych Austriackiego Urzędu Statystycznego liczyła 3 051 mieszkańców (1 stycznia 2014).

## Współpraca
Miejscowości partnerskie:
- Grafenwöhr, Niemcy
- Serravalle Pistoiese, Włochy